# Réserve écologique Irénée-Marie
La réserve écologique Irénée-Marie est une aire protégée du Québec située dans la municipalité régionale de comté (MRC) de Mékinac, en Mauricie, dans la province de Québec, au Canada. La réserve écologique protège une forêt de pins blancs, pins rouges et pins gris.

## Toponymie
Le nom de la réserve commémore Joseph Caron (1889-1960), mieux connu sous le nom de frère Irénée-Marie, des frères des Écoles chrétiennes, l'un des collaborateurs du frère Marie-Victorin.

## Géographie
La réserve écologique est située à environ 50 km à l'ouest de Saint-Joseph-de-Mékinac, dans le bassin de la rivière Matawin. Elle est située dans le territoire non-organisé de Rivière-de-la-Savane dans la municipalité régionale de comté (MRC) de Mékinac, dans la région de la Mauricie. Elle est enclavée par la zec du Chapeau-de-Paille.
Le territoire de 1,89 km2 est située au nord-est du lac Arcand et de part et d'autre de la rivière des Aigles. Le relief de la réserve va de 290 m sur le bord du lac Arcand à 490 m. Elle est composée principalement d'un escarpement rocheux et d'une platière.
Les roches sont composées de gneiss charnockitique et de granitoïdes à orthopyroxène de la province de Grenville.  Les roches date du Protérozoïque.

## Histoire
En 1978, Les clubs privés de chasse et pêche sont abolis et sont remplacés par des zones d'exploitation contrôlée dans le but de démocratisé ses activités.  Le territoire de la réserve passa alors dans la zec du Chapeau-de-Paille.
La réserve écologique Irénée-Marie a été créée le 31 octobre 1985 par un décret du gouvernement du Québec. Elle est la 13e réserve écologique du Québec à avoir été créée.